# サーブ・900
サーブ・900はスウェーデンの自動車会社サーブが製造・販売していた乗用車である。
1960年代からの設計を継承しスウェーデンの航空機メーカー・サーブの自動車部門が設計製造した初代と、GM傘下に入った自動車メーカーのサーブ・オートモービルとしてオペルと共通のプラットフォームを使用し設計製造した二代目があり、特に欧米ではそれぞれ「Classic 900」と「New 900」として区別される。

## 初代 Classic 900
1967年にデビュー以来同社の主力車種となっていた99の発展型として、1978年5月に1979年モデルイヤーとして登場した。
基本的な構造は主力マーケットであるアメリカの衝突安全基準に対応するため「99」の車体前後を延長し、インテリアを新しくしたもので、ラウンドしたフロントウインドウ、低いサイドシルなど独特のボディ構造はもとより、野太い排気音など乗り味も従来の延長線上にあった。当初は3ドア・5ドアのハッチバックのみでスタートした。1993年秋にオペルベースの新型にバトンタッチされ生産終了するまで、「99」以来基本的に同一の設計のまま、改良を重ねて25年以上にわたり、90万8817台（内カブリオレ4万8888台）が生産されることとなった。
2.0リットルDOHCエンジンを装備する900i16で最高速度175km/h、0-100km/h加速11.5秒、2.0リットルターボエンジンを装備するターボ16では最高速度190km/h、0-100km/h加速9秒。ターボ16Sでは最高速度205km/h、0-100km/h加速9.6秒。

### 改良
1982年モデルから2・4ドアのノッチバック型を追加した。
1986年には2ドアカブリオレを追加した。
1987年にはノーズがスラント化されるフェイスリフトを受けた。
1990年にはシートベルトが改良され、またターボチャージャーが9000と共通で反応が迅速なタイプに変更した
この間、エンジンにもターボチャージャーへのインタークーラー追加、DOHC16バルブ化など改良が加えられた。

### エンジン
- ベースモデル - 内径90.0mm×行程78.0mm[1][2]の直列4気筒[1][2]で1,984cc[1][2]、ボッシュ[1]製機械式燃料噴射装置[1]により燃料供給し触媒がついて[1]110PS/5,250rpm[1]。
- i16 - 内径90.0mm×行程78.0mm[2]の直列4気筒[2]で1,984cc[2]、ボッシュ[2]製LHジェトロニック[2]燃料噴射装置により燃料供給し圧縮比10.1[2]で125PS[1][2]/5,000rpm[2]または6,000rpm[1]、17.3kgm/3,000rpm[1][2]。
- ターボ16 - 内径90.0mm×行程78.0mm[1][2]の直列4気筒[1][2]で1,984cc[1][2]、サーブ自製[1]のインタークーラーつき[1]ターボチャージャーを備えボッシュ製Kジェトロニック[1]により燃料供給し155PS/5,000rpm[1]、23.9kgm/3,000rpm[1]。
- ターボ16S - 内径90.0mm×行程78.0mm[2]の直列4気筒[2]で1,984cc[2]、ターボチャージャーを備えボッシュ製LHジェトロニック[1]により燃料供給し圧縮比9.0[2]で160PS[2]/5,500rpm[2]または6,000rpm[1]、26.0kgm[1][2]/3,000rpm[2]または3,750rpm[1]。

### トランスミッション
2.0リットルDOHCを積んだ900i16には5速MTまたは3速ATが組み合わされた。最もホットなモデル、ターボ16Sには5速MTまたはZF製4速ATが組み合わされた。

### 日本での販売
デビュー直後から西武自動車販売によって輸入、販売されたが、当初は99までのサーブ車同様、日本国内では稀な存在であった。なお、日本に輸入された第1号車を購入したのはテリー伊藤であった。
しかし、1980年代後半に作家の五木寛之が自身の保有する900を作品に取り上げ、広告のイメージキャラクターに登場したことや、そのクラシカルなスタイルから人気が高まり、バブル景気時に一時的なブームが起こり、輸入台数は大きく伸びた。その後、1993年には代理権がミツワ自動車に移った。

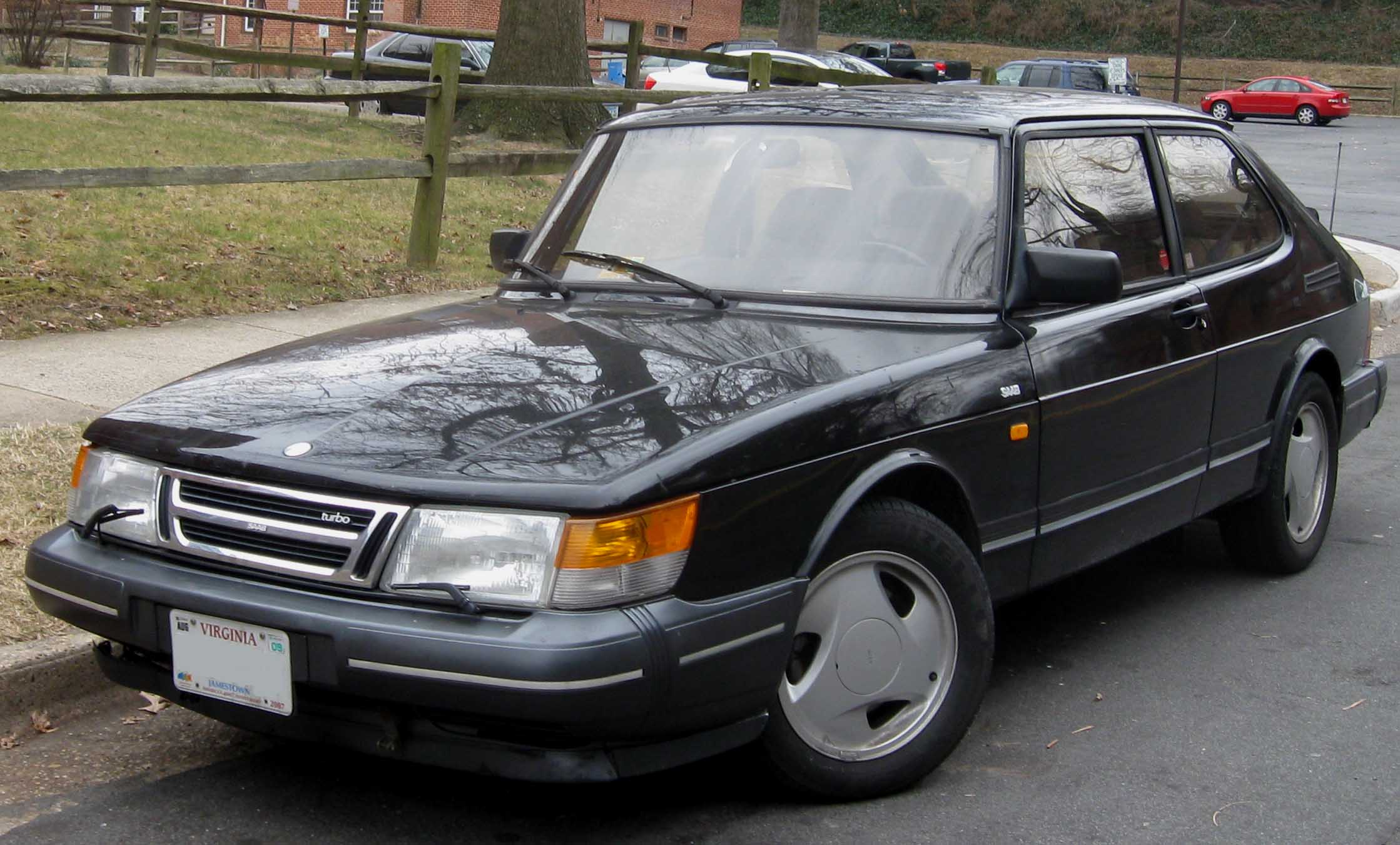
3ドアターボ16S
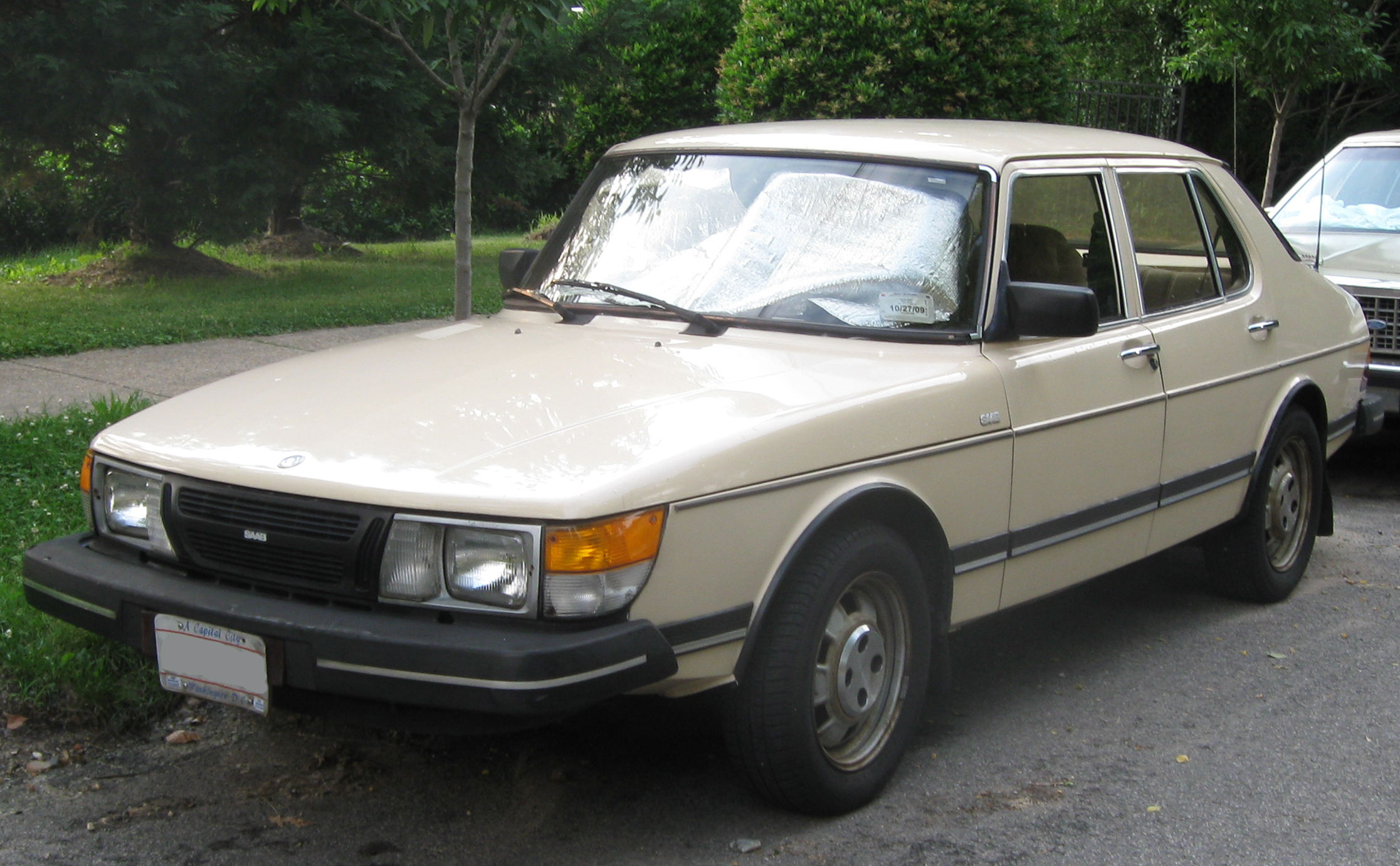
4ドアGL
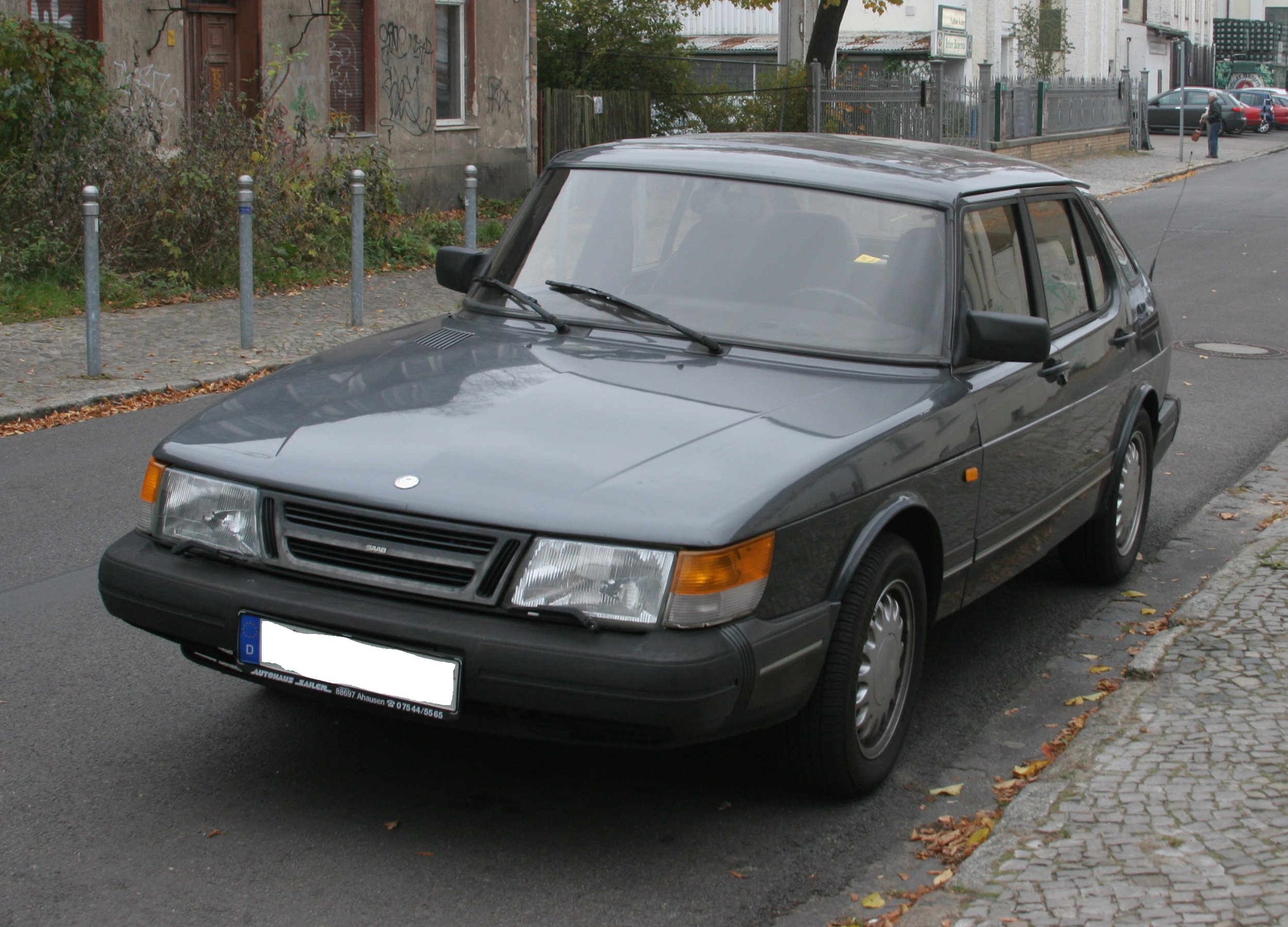
5ドア（コンビ・クーペ）
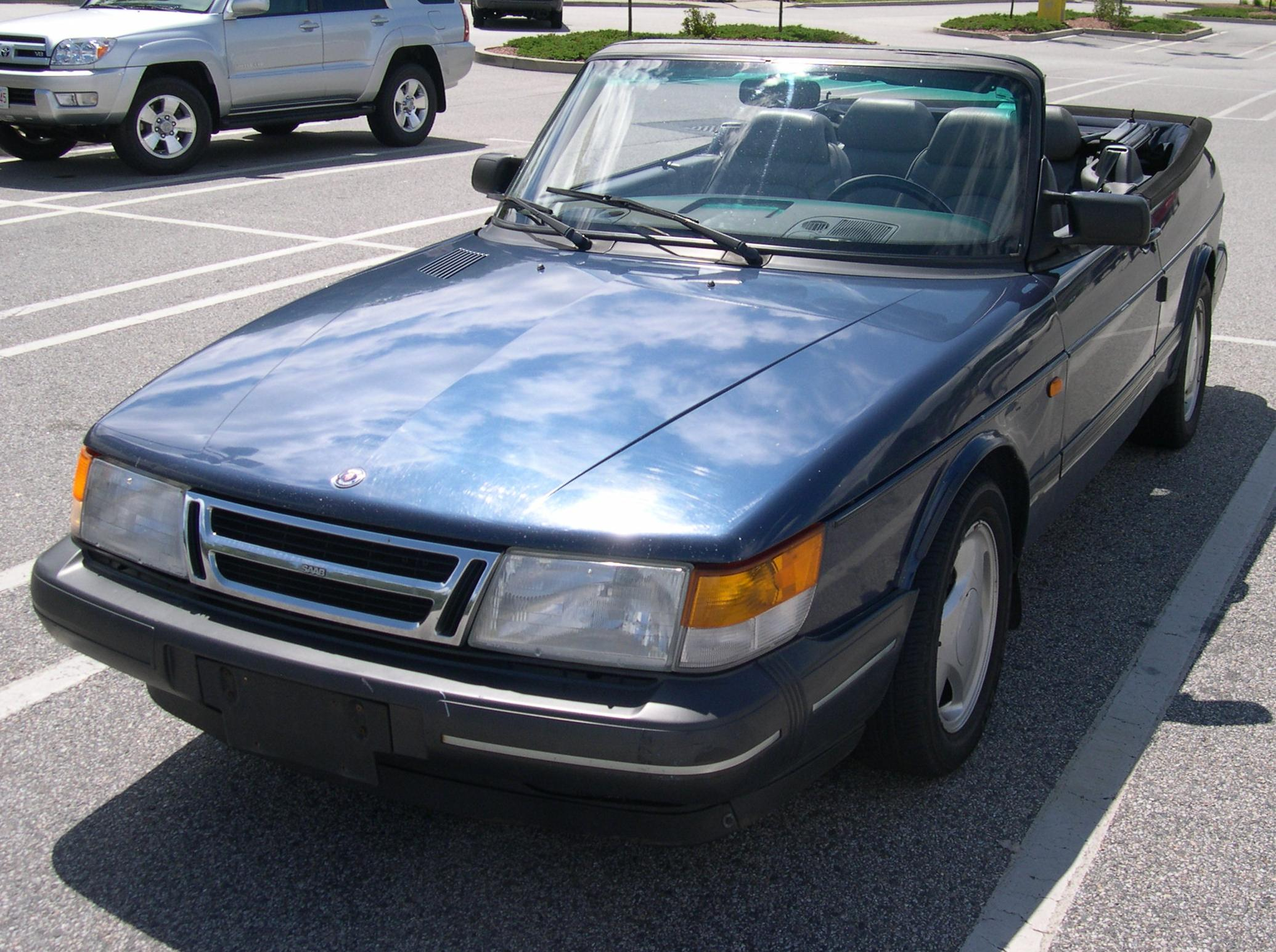
カブリオレ

## 2代目 New 900
初代にかわって1993年モデルイヤーに登場。1990年にサーブの乗用車部門がゼネラルモーターズの50%出資を受け入れてグループ傘下に入ったことを受け、オペル・ベクトラのプラットフォームやオペル・アストラのリアアクスルを流用した。したがって構造的には1990年代のファミリーサルーンとしてごく常識的なものとなったが、そのシートやセンターコンソールのイグニッションキーなど、サーブのデザインやスタイルの多くは引き継がれた。

### エンジン
従来からの
- 900S2.0i - 内径90.0mm×行程78.0mm[4]直列4気筒[4]1,984cc[4]DOHC[4]。130PS[5][4]/6,100rpm[4]、18kgm/4,300rpm[4]。
- 900S2.3i - 内径90.0mm×行程90.0mm[4]直列4気筒[4]2,290cc[4]DOHC[4]。150PS[5][4]/5,700rpm[4]、21.4kgm/4,300rpm[4]。
- 900S2.0iターボ - 内径90.0mm×行程78.0mm[4]直列4気筒[4]1,984cc[4]DOHC[4]ターボチャージャーつき。185PS[5][4]/5,500rpm[4]、26.8kgm/2,100rpm[4]。

に加え、オペル・オメガと共通の
- 900SE2.5V6 - V型6気筒[4]2,498cc[4]DOHC[4]。170PS/5,900rpm[4]、23.1kgm/4,200rpm[4]。

が追加された。

### トランスミッション
自然吸気の9002.0iには4ATに加え5MTも設定された。900SE2.0ターボクーペの左ハンドル仕様にはセンソニックという名称のクラッチペダルがないマニュアルトランスミッションが採用された。それ以外は全て4ATのみの設定であった。

### ボディ
カブリオレはASCが製作したロールバーがない美しいものだが、安全性を重視するサーブの製品であり、フロントウィンドウフレームやAピラーを強化してある。幌の開閉はスイッチ操作の全自動。1997年からカブリオレにも2.0リットルターボ仕様が用意された。

### 日本での販売
日本市場では引き続きミツワ自動車によって輸入されたが、初代の強烈な個性が薄れて現代風のデザインに改められてしまったことや、さらにミツワの販売網の薄さもあって、一時のブームは沈静化し販売は低調であった。このためミツワはサーブの取り扱いを中止し、代理権は1997年以降ヤナセの手に移ることとなった。

### 改名
1998年にマイナーチェンジを受け、あわせて上級の「9-5」より導入されたサーブの新しいモデル名称に合わせて9-3に改名され、「900」の名称はこの時点で消滅することとなった。

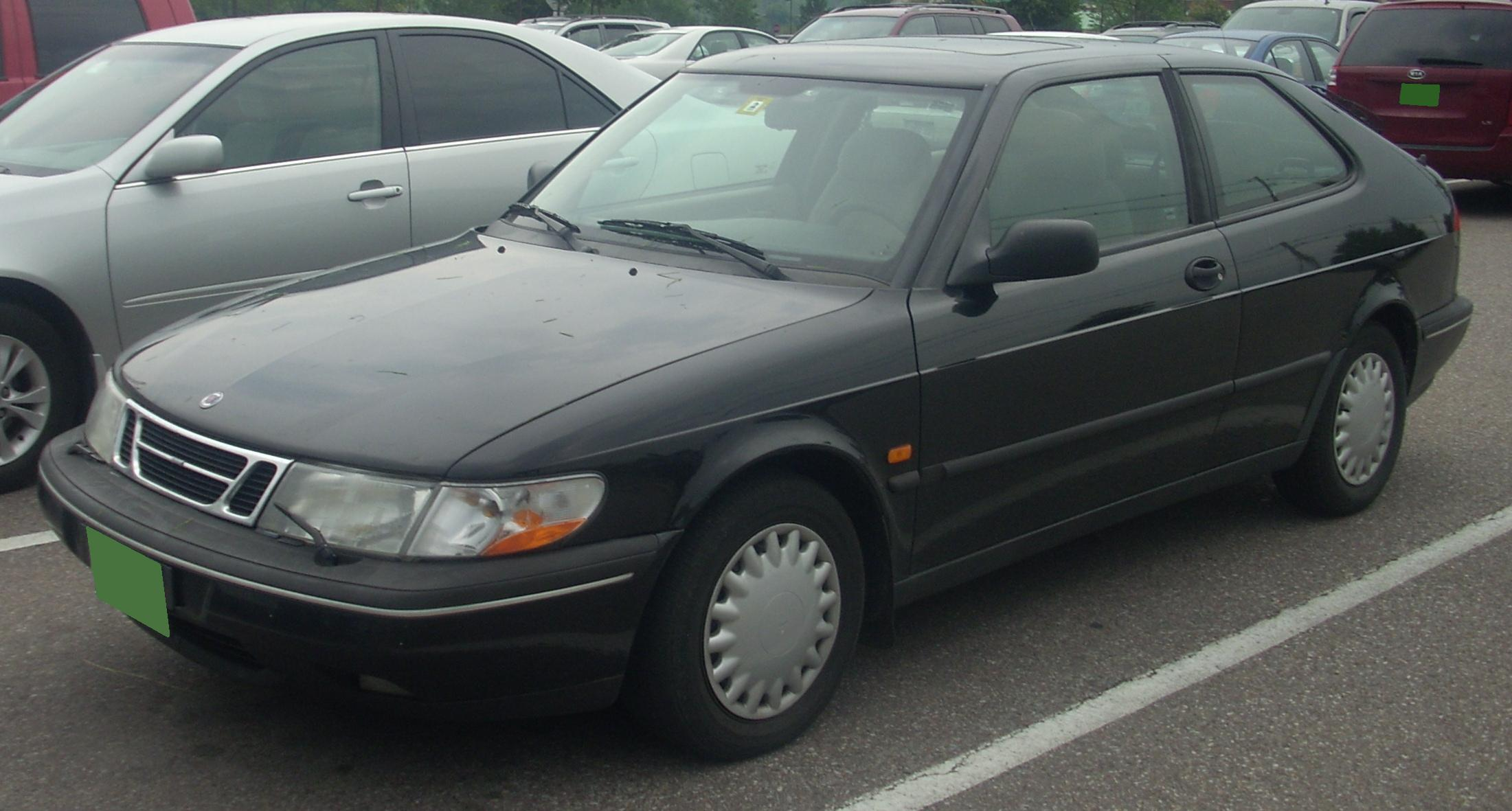
3ドア
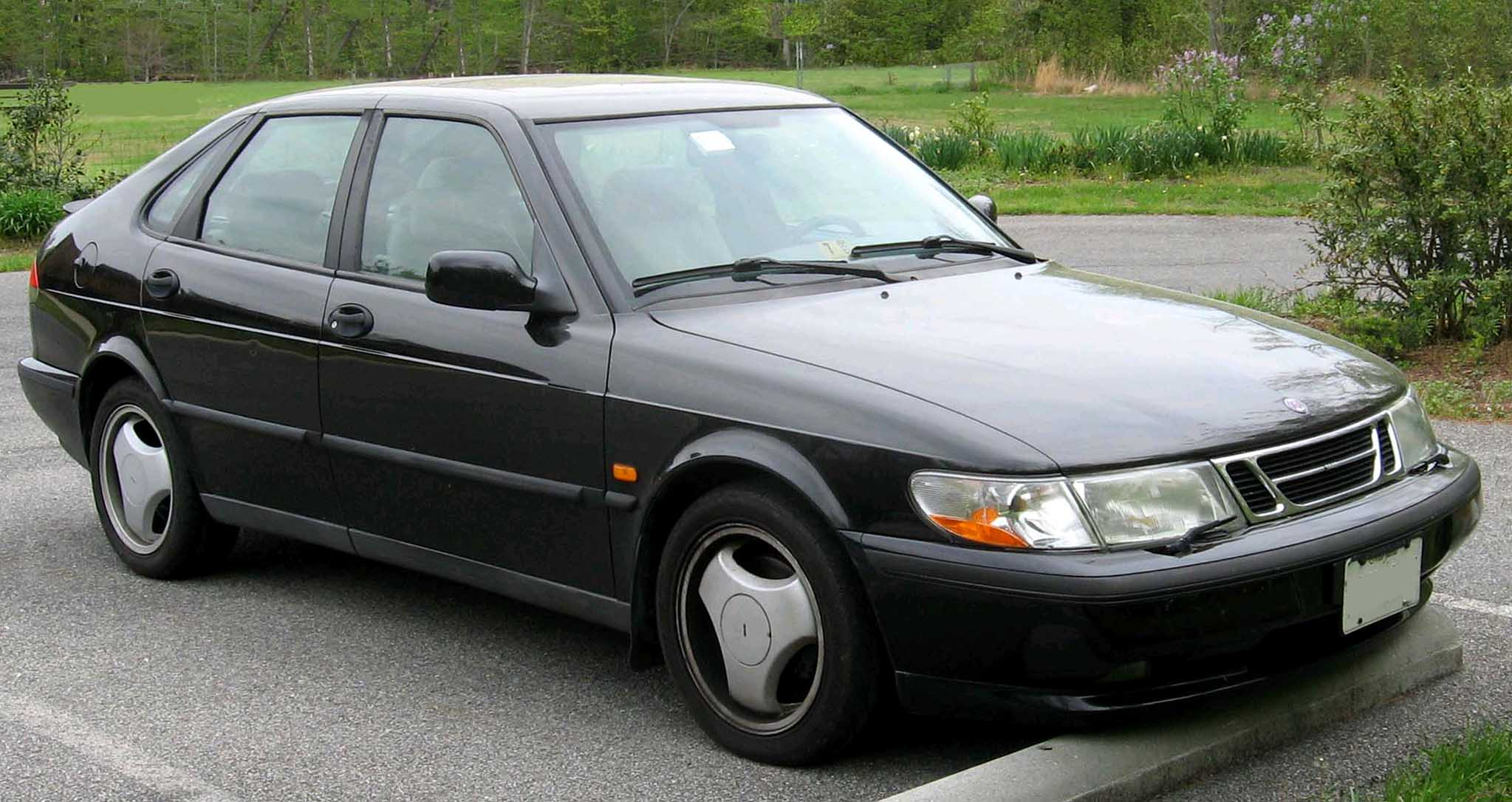
5ドア900SEタラデガ
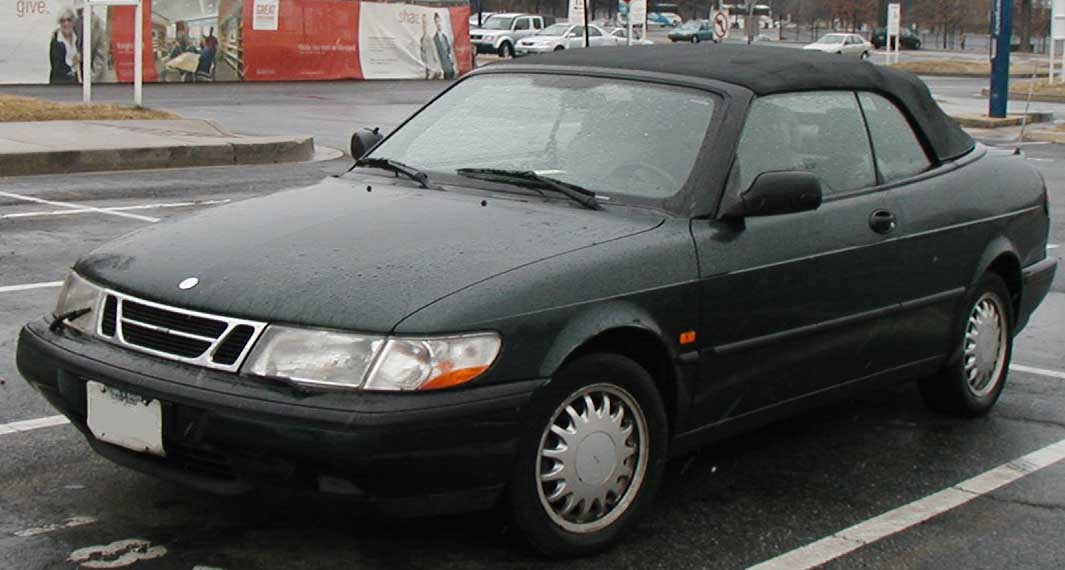
コンバーチブル
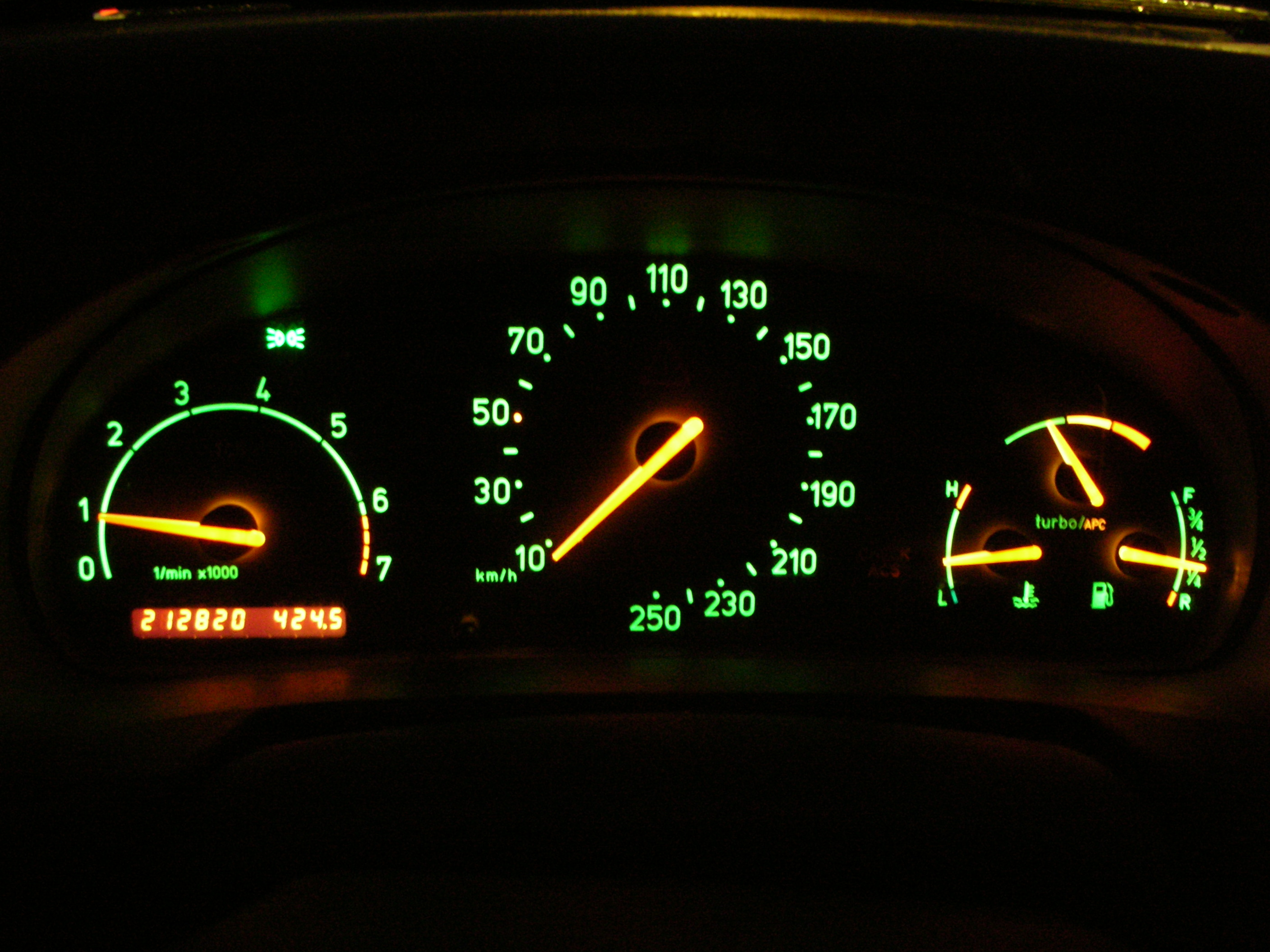
メーター類。｢ブラックパネル｣機能（のちにナイトパネルに改称）によりスピードメーター以外の照明をブラックアウト可能